# Kuilju
Der Kuilju (kirgisisch Көөлү Köölü; russisch Кёёмю Kjoolju) ist ein rechter Nebenfluss des Sarydschas in Kirgisistan (Zentralasien).
Der Kuilju wird von den Gletschern am Nordhang des Kuiljutau-Gebirges gespeist. Er fließt in ostnordöstlicher Richtung entlang der Nordflanke des Kuiljutaus und entlang der Südostflanke des Terskej-Alataus. Ein wichtiger Nebenfluss im Oberlauf ist der Karakoltör von rechts. Im Unterlauf wendet sich der Kuilju nach Osten und später nach Süden und mündet schließlich in den ebenfalls nach Süden strömenden Sarydschas. Der Kuilju hat eine Länge von 51 km. Er entwässert ein Areal von 817 km². Der mittlere Abfluss beträgt 9,2 m³/s.